# 大乘理趣六波羅蜜多經
《大乘理趣六波羅蜜多經》，大乘佛教經典，一般都被歸到般若部，但也有人將其歸為密教部。主旨在於概要性的說明大乘佛教的要義，以及行菩薩道的六度萬行。

## 歷史
本經梵文原本已失傳，沒有藏文譯本，只存一個漢譯版本。
大乘理趣六波羅蜜多經，漢譯本於唐德宗貞元四年(788年)，由罽賓國沙門般若受旨宣講，而由沙門利言譯成。除此之外，還有數名法師一同參與譯經與潤飾。這個版本是唯一一個漢譯本，沒有其他異譯本。漢譯本出現後，曾有六種不同的註疏，但都已經失傳。
大正藏將它收入般若部，為般若部的最後一部經典。

## 現代考證
根據《高僧傳》記載，般若三藏與大秦寺波斯僧景淨合譯胡本大乘理趣六波羅蜜多經。伯希和認為，這個底本可能是以粟特語寫成。